# 柳原可奈子 (配音員)
柳原可奈子（日语：／ Yanagihara Kanako，1996年12月5日—），日本女性聲優。屬於Mausu Promotion藝能事務所。出生地為新潟縣。

## 經歷
2017年自东京广播学院毕业后，同年进入Mausu Promotion附属养成所，成为第32期学生。
2017年5月3日起，与养成所同学一同主持广播节目《动画侦探团3》（RKC高知放送），直到2019年3月31日从养成所结业并播出最后一期节目 。
2018年2月9日当选DMM GAME首个原创跨媒体企划《羽毛球少女》的主角广濑夏奈子。五位主演声优于同年4月企划正式开始时组成声优组合“羽毛球少女” 。组合出演了同年8月14日于Zepp Tokyo举办的「Maken Gumi Fes☆2018 SUMMER」 ，以及同年11月30日虎穴独家出道迷你专辑发售活动等音乐活动。
在2019年3月31日举行的“SEGA FES 2019”（Bellesalle秋叶原）中，在游戏《动物朋友3》的舞台上作为惊喜嘉宾亮相 ，公布其将在作品中饰演狐獴一角，并与饰演豺的和泉風花组成声优组合“花丸动物”。在《动物朋友3 心动探索报告 外出版#1,9》（6月27日播出）中公布的伏見春香（饰演海豚角色）加入后，“花丸动物”现为三人组合 。
从养成所结业后，自2019年4月1日起从属于Mausu Promotion 。

## 人物
家庭成员有父亲 、母亲和一个妹妹 。在“AT-X 我们的夏季盛典+ 2019”中的问答中，提到最珍惜的事物是家人，地球上最喜欢的东西是布丁和妹妹 。过去曾居住在福岛县双叶区富冈町。 
据称从高二开始每天都会吃布丁 。官方档案中列举的特技有“品鉴布丁” 与空手道 。在《羽毛球少女》中扮演主角前没有羽毛球经验。 
因为得知扮演男孩角色的是女性声优，感到震惊而想要尝试自己扮演少年或中性化角色，以此为契机成为了声优 。
将自己的性格概括为“顽童”。 
最初以全汉字书写的名义活动，与搞笑艺人柳原可奈子同名同姓，但确实是本人真名。就在事务所出道前，于2019年3月30日宣布改成以平假名书写的。巧合的是两人最高学历同为東京廣播學院。

## 演出作品
※粗体字为主要角色

### 电视动画
2018年
- 只要別西卜大小姐喜歡就好（財務部職員）

2019年
- 天華百劍 ～歡迎來到銘治館～（庖丁正宗[22]）

2020年
- BanG Dream! 3rd Season（學生）
- 眾神眷顧的男人（謝爾瑪）

2021年
- 持續狩獵史萊姆三百年，不知不覺就練到LV MAX（村民C）

2022年
- 里亞德錄大地（莉朵[23]）
- Futsal Boys!!!!!（托尼歐）
- 戀上換裝娃娃（學生）

2023年
- 眾神眷顧的男人2（謝爾瑪）
- 不相信人類的冒險者們好像要去拯救世界（小販、巨大史萊姆、女店員）
- 物之古物奇譚（夏希）
- 吸血鬼馬上死2（女孩子B）
- 百合是我的工作！（同班同學）
- 神劍闖江湖－明治劍客浪漫譚－（患者的小孩）
- 星靈感應（學生A）

2024年
- 因為不是真正的夥伴而被逐出勇者隊伍，流落到邊境展開慢活人生2nd（小孩②、小孩2）
- 鹿乃子乃子乃子虎視眈眈（路人女子A、辣妹女子A）

### 剧场动画
- 剧场版 歌之王子殿下 真爱王国（喝彩声）

### 网络动画
- 一点点动画 动物朋友3（日语：ちょこっとアニメ けものフレンズ3）（狐獴）[24]
- MAUSU 动物园（博美犬可奈子/Mausu Pro Violet）

### 遊戲
2018年
- Vital Gear（ベフェル、シュイニー）[25]

2019年
- 碧藍航線（伊13）[26]
- 天華百劍 -斬-（庖丁正宗）

2021年
- BLUE REFLECTION 幻舞少女之劍（星崎愛央）[27]

### 其他
- 跨媒体企划“羽毛球女孩”（广濑夏奈子）

## 腳註